# Scarabaeus opacipennis
Scarabaeus opacipennis är en skalbaggsart som beskrevs av Leon Fairmaire 1884. Scarabaeus opacipennis ingår i släktet Scarabaeus och familjen bladhorningar. Inga underarter finns listade i Catalogue of Life.